# Beyers Naudé
 (février 2022).
Si vous disposez d'ouvrages ou d'articles de référence ou si vous connaissez des sites web de qualité traitant du thème abordé ici, merci de compléter l'article en donnant les références utiles à sa vérifiabilité et en les liant à la section « Notes et références ».
Pour les articles homonymes, voir Naudé.
Christiaan Frederik Beyers Naudé, né le 10 mai 1915 à Roodepoort et mort le 7 septembre 2004 à Johannesbourg, également connu sous le surnom de Oom Bey (Oncle Bey), est un pasteur sud-africain, figure de l'opposition blanche à l'apartheid.

## Biographie
Beyers Naudé nait à Roodepoort, Transvaal, dans une famille afrikaner d'origine française huguenote. Il est nommé Beyers en hommage au général boer Christiaan Frederik Beyers dont son père, Jozua François Naudé (1873-1948), est un proche. Beyers Naudé grandit à Graaff-Reinet dans la Province du Cap, où son père est pasteur et l'un des fondateurs de l'Afrikaner Broederbond, organisation fraternelle secrète vouée à la promotion des intérêts de la communauté Afrikaner. 
Il termine ses études secondaires en 1931 et poursuit des études supérieures à l'université de Stellenbosch où il suit les cours de sociologie d'Hendrik Verwoerd. Diplômé en langues et en théologie en 1939, il devient ministre adjoint de l'Église réformée hollandaise de la commune de Wellington dans la banlieue du Cap et le plus jeune membre de l'Afrikaner Broederbond. La même année, il épouse Ilse Weder avec laquelle il aura quatre enfants.
En tant que pasteur et membre du Bond, il contribue à justifier la mise en place de l'apartheid à partir de préceptes religieux. Pourtant, durant les années 1950, il commence à émettre des doutes. Après le massacre de Sharpeville en 1960, il rompt avec son milieu familial et politique pour s'engager contre l'apartheid. Membre du synode du Transvaal, il est le seul théologien de l'église réformée hollandaise à soutenir une proclamation du Conseil œcuménique des Églises condamnant les thèses religieuses justifiant l'apartheid. 
En 1963, il fonde l'Institut chrétien  consacré au dialogue œcuménique d'Afrique australe. Il est alors dans la ligne de mire du gouvernement sud-africain qui fait surveiller ses activités tandis que l'église réformée hollandaise lui retire toutes ses fonctions officielles. Il démissionne parallèlement du Broederbond. 
En 1972, il est fait docteur honoris causa de l'université libre d'Amsterdam. En 1973, à la suite de l'enquête menée par la commission présidée par Alwyn Schlebusch, son institut est dissous et Naudé est emprisonné. En 1974, il est fait docteur honoris causa de l'université du Witwatersrand. Il est l'objet d'une mesure de bannissement de 1977 à 1984 (une mesure qui restreint la liberté de ses déplacements dans le pays). 
En 1980, Naudé est admis au sein de l'Église réformée africaine, la branche noire de l'Église réformée hollandaise. Il mène durant trois décennies un combat pour l'égalité raciale entre blancs et noirs. En 1985, il succède à Desmond Tutu comme président du Conseil sud-africain des églises. 
Au début des années 1990, Naudé est le seul afrikaner membre de la délégation du Congrès national africain (ANC) participant aux premières négociations constitutionnelles avec le gouvernement de Frederik de Klerk. Il ne prend cependant jamais sa carte de l'ANC.
Naudé meurt à l'âge de 89 ans le 7 septembre 2004 à Johannesbourg des suites de la combinaison de problèmes de circulation sanguine et d'un âge avancé. Ses obsèques nationales sont célébrées en présence du président Thabo Mbeki et ses cendres dispersées dans le township d'Alexandra, près de Johannesbourg.

## Hommages
La municipalité de Dr Beyers Naudé est créée en 2016 dans la province du Cap oriental.